# Tino Sabbadini
Settimio Tino Sabbadini (Monsempron-Libos, 21 de septiembre de 1928 - Monsempron-Libos, 7 de noviembre de 2002) fue un ciclista francés que fue profesional entre 1950 y 1963. A lo largo de su carrera consiguió 40 victorias, entre las cuales destaca una etapa al Tour de Francia de 1958.

## Palmarés
- 1950
  - 1º en la Poly de Lyon
  - 1º en el Critèrium de Riberac
- 1951
  - Campeón de Francia de los Independientes
  - Vencedor de una etapa al Circuito de las 6 Provincias
- 1952
  - 1º en el Premio Clément Joulin en Burdeos
  - Vencedor de una etapa al Circuito de las 6 Provincias
  - Vencedor de una etapa del Tour del Sudeste
  - Vencedor de una etapa al Critèrium del Dauphiné Libéré
- 1953
  - 1º en Saint-Junien
  - Vencedor de una etapa al Circuito de las 6 Provincias
- 1954
  - 1º en Barsac
  - 1º en Poitiers
  - 1º en Vieilleville
- 1955
  - 1º en el Circuito de Vienne
  - 1º en Nantes
  - 1º en Tarbes
  - 1º en Villiers
- 1956
  - 1º en el Circuito del Indre
  - 1º en Villeneuve-sur-Lote
  - Vencedor de una etapa al Critèrium del Dauphiné Libéré
- 1957
  - 1º en el Circuito del Indre
- 1958
  - 1º en el Gran Premio de Canes
  - 1º en Eymet
  - 1º en Gap
  - Vencedor de una etapa al Tour de Francia
  - Vencedor de una etapa en el Midi-Libre
  - Vencedor de una etapa del Tour de Romandía
  - Vencedor de una etapa al Tour del Arieja
- 1959
  - 1º en Agen
  - 1º en Allassac
  - 1º en Bonnat
  - 1º en Dax
  - Vencedor de una etapa al Tour de Picaresca
  - Vencedor de una etapa al Circuito de Aquitania
- 1960
  - 1º en Trédion
  - 1º en el Critèrium de Riberac
  - Vencedor de una etapa a los 4 días de Dunkerque
- 1961
  - 1º en Bayona
  - 1º en La Couronne-Saint Jean
- 1963
  - 1r a Mazamet

### Resultados al Tour de Francia
- 1952. 70.º de la clasificación general
- 1953. Abandona (7ª etapa)
- 1956. 84.º de la clasificación general
- 1957. Abandona (17.ª etapa)
- 1958. 53.º de la clasificación general. Vencedor de una etapa
- 1959. 62.º de la clasificación general